# غيوسبينا هاغت
غيوسبينا هاغت (بالإسبانية: Josefina Huguet)‏ هي مغنية أوبرا ومغنية إسبانية، ولدت في 22 سبتمبر 1871 في برشلونة في إسبانيا، وتوفي بنفس المكان في 1951.